# Блэкфрайерс (Перт)
Церковь монахов-проповедников Пресвятой Богородицы и Святого Доминика в Перте (англ. The Church of the Friars Preachers of Blessed Virgin and Saint Dominic at Perth), более широко известная как «Блэкфрайерс» (англ. Blackfriars) ― приорат Доминиканского ордена, основанный в XIII веке в городе Перт, Шотландия. 
Доминиканцы («чёрные монахи»), по словам шотландского хрониста Уолтера Бауэра, были приглашены в Шотландию в 1230 году королем Александром II. По версии Джона Споттисвуда, их привёз в Шотландию епископ Сент-Эндрюсский Уильям де Мальвейзин. Позднее историками также выдвигалась версия о том, что доминиканский монастырь в Перте был основан ещё королем Александром II.
Папские управления Сент-Эндрюса указывают, что монастырь был освящён 13 мая 1240 года. Самое раннее известное нам пожертвование церкви датируется 31 октября 1241 года. В эти годы Перт был, возможно, самым важным центром королевской власти в Шотландии и оставался таковым вплоть до правления короля Якова III. Доминиканский монастырь часто использовался в качестве места проведения национальных церковных советов и в качестве резиденции шотландского короля. Именно в церкви Блэкфрайерс в ночь на 20 февраля 1437 года сторонниками графа Атолла был убит король Яков I. 
С распространением вероучения протестантов в Шотландии монастыри всё чаще становились их мишенью ― больше, чем какие-любые другие церковные учреждения: отчасти потому, что их существование виделось протестантам основной угрозой. Толпа жителей Перта впервые напала на церковь 14 мая 1543 года, а 11 мая 1559 года и она, и прочие учреждения католиков были полностью разгромлены и разграблены. Король Шотландии Яков VI передал всё недвижимое имущество церкви городу Перту 9 августа 1569 года, через девять лет после заседания Реформационного парламента 1560 года.